# Transmigratiedorp

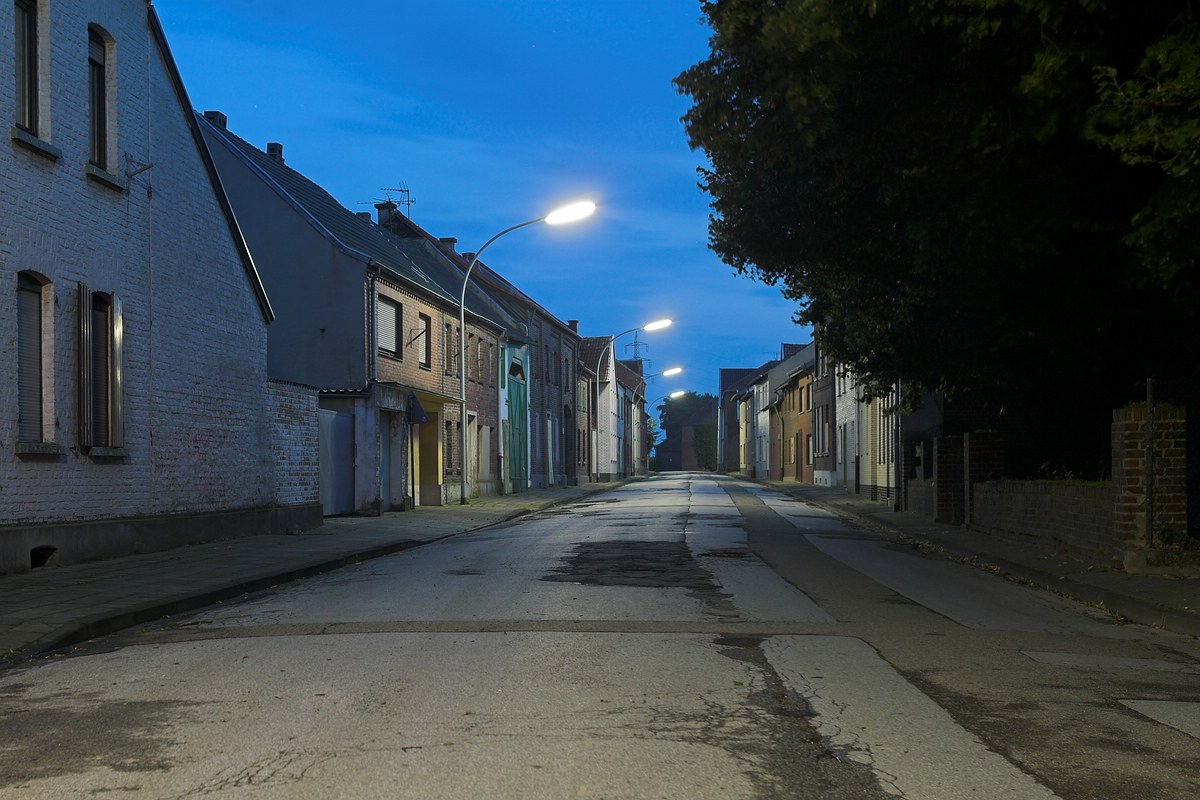
Het Duitse dorp Jüchen-Holz, bijna verlaten nu de dagbouwgroeve Garzweiler nadert.

Een transmigratiedorp is een dorp dat nieuw gebouwd is, ter vervanging van een ander dorp, dat niet meer verder kon bestaan. Transmigratiedorpen ontstaan vaak als gevolg van grote infrastructurele werken zoals stuwmeren of door dagbouwmijnen.

## Voorbeelden
Xa Pao (Vietnam)door het gevaar voor modderstromen heeft de overheid besloten tot het bouwen van een nieuw dorp op minder steile hellingen. De landbouwgronden zijn nu erg ver van het nieuwe dorp af.
Otzenrath, Ertzweiler, Garzweiler, Indendit zijn allen dorpen in Duitsland, tussen Aken en Keulen, die voor de dagbouwwinning van bruinkool moesten wijken. De nieuwe dorpen worden vaak opgebouwd met ruwweg dezelfde contour als de oude dorpen, en krijgen vaak dezelfde naam met het voorvoegsel neu- (nieuw-).
Brokopondostuwmeerdoor de aanleg van dit stuwmeer in de Suriname zouden vele dorpen onder water verdwijnen: Enkele daarvan zijn Nieuw-Koffiekamp, Kapasikele, Nieuw-Lombe, Brownsweg en Jawjaw. De nieuw gebouwde woningen waren echter klein en de beloofde schadevergoedingen waren gering.